# Enterprise Europe Network
Enterprise Europe Network (EEN) ist das Netzwerk der Europäischen Kommission zur Unterstützung von Unternehmen und Innovation. Zielgruppe des EEN sind kleine und mittlere Unternehmen (KMU), Hochschulen und Forschungseinrichtungen. Das EEN ging aus der Vereinigung der früheren Euro Info Centres und Innovation Relay Centres hervor.

## Aufgaben
Das Enterprise Europe Network (EEN) ist ein europäisches Netzwerk, das Kooperationen, Technologietransfer und strategische Partnerschaften für kleine und mittelständische Unternehmen unterstützt. Erklärtes Ziel ist es, den Unternehmen zu einer verbesserten Wettbewerbsfähigkeit zu verhelfen. 
Besonders im Bereich Forschung und Entwicklung fördern die Partner im Enterprise Europe Network Kontakte zwischen Wirtschaft und Wissenschaft. Das EEN hilft Unternehmen, potentielle, internationale Geschäftspartner zu finden sowie neue Produkte zu entwickeln und Zugang zu europäischen Märkten aufzubauen. Sie beraten unter anderem in Bezug auf geistiges Eigentum, Patente, Normen und europäische Rechtsvorschriften.
Die EEN-Dienstleistungszentren für Unternehmen und Innovation bieten Unternehmen in der gesamten EU und darüber hinaus eine Reihe kostenfreier Serviceleistungen. Es existieren etwa 600 Mitgliedsorganisationen in der gesamten EU und darüber hinaus, wovon sich 60 in Deutschland befinden. Dazu gehören beispielsweise Industrie- und Handelskammern, Technologiezentren, Technologieagenturen und Universitäten.